# NGC 16
NGC 16 este o galaxie lenticulară din constelația Pegas. A fost descoperită pe 8 septembrie 1784 de William Herschel.

## Vezi și
- NGC 15
- NGC 17